# Ness of Brodgar

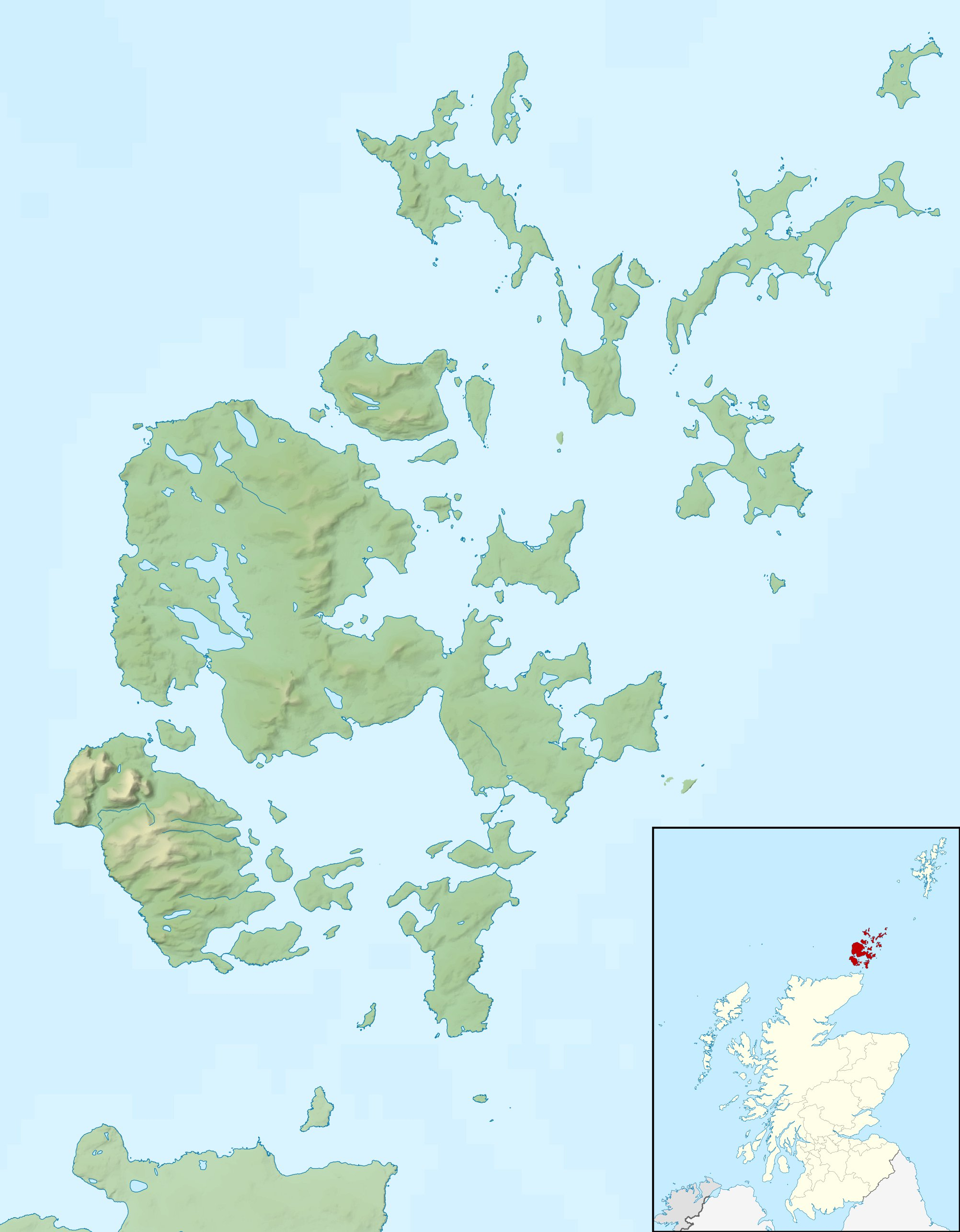
Die Orkney-Inseln vor der Nordküste Schottlands

Als Ness of Brodgar wird eine 2,5 ha große archäologische Grabungsstätte auf der schottischen Insel Mainland (Orkney) bezeichnet. Hier entstand zwischen 3300 und 3200 v. Chr. eine der größten zeremoniellen Stätten der britischen Inseln. Sie hatte ein Jahrtausend Bestand.
Auf Mainland wird seit 2003 zwischen dem Ring of Brodgar und den Stones of Stenness im sogenannten Herzen des neolithischen Orkney, einer Weltkulturerbestätte zwischen dem Loch of Harray und dem Loch of Stenness, gegraben. Allerdings existierte der letztere See während des Neolithikums noch nicht, sondern entstand erst um 1500 v. Chr. Ausgrabungsleiter ist Nick Card, beteiligt sind Mitarbeiter vom Orkney College und von den Universitäten Aberdeen, Cardiff und Glasgow.

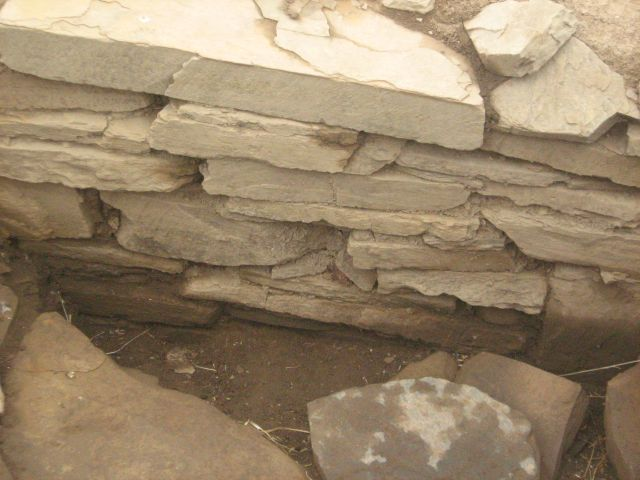
Mauerdetail, August 2011

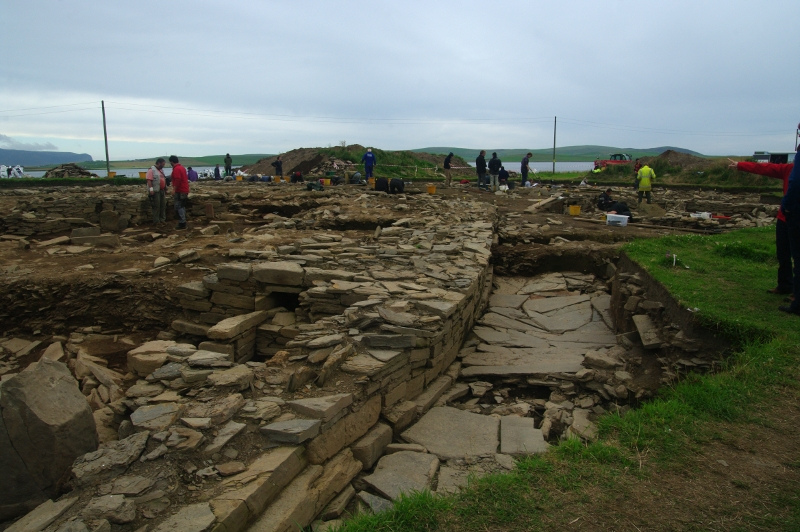
Die Ausgrabungsstätte im Februar 2011

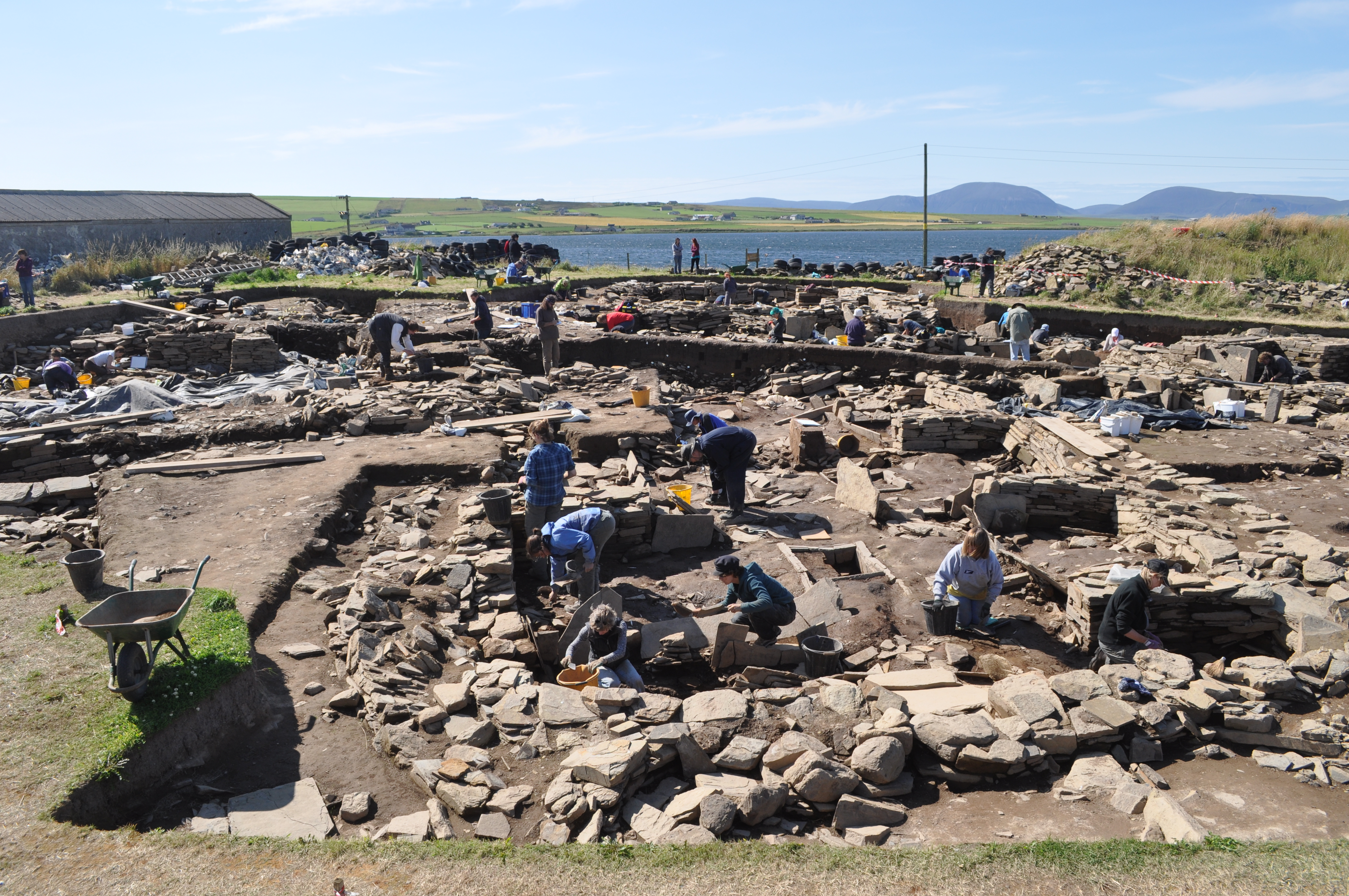
...und 2014

Zwar wurde bereits 1925 von zwei Archäologen der Stone of Brodgar entdeckt, der sich heute im Schottischen Nationalmuseum in Edinburgh befindet, doch bis 2003 ruhte die Stätte. Erst 2003, als die Eigentümer das Feld neu umpflügen ließen, trat ein Stein mit vier gut erkennbaren Kerben zu Tage. Da der Stein aussah, als sei er von Menschenhand bearbeitet, holte man Nick Card zu Rate, einen Dachdecker, der sich zum Archäologen entwickelt hatte. Dieser wiederum zog einen anderen Archäologen herbei, der mit Sondierungen begann, und dabei eine Mauer entdeckte. Eine geophysikalische Untersuchung erwies verwirrende Strukturen im Untergrund. Es folgten punktuelle Grabungen unter Leitung von Nick Card. Eine der Mauern war dicker als der Hadrianswall. Pechstein von der Insel Arran, etwa 250 km entfernt, erweist weiträumigen Austausch.
Die Stätte wurde etwa 1000 Jahre lang bis 2300 v. Chr. genutzt und weist neben zwei Mauerringen und Häusern tempelartige Monumentalbauten auf. Zu ihnen zählt eine 2007 entdeckte, 100 m lange und bis über 4 m dicke steinerne Mauer, die als Great Wall of Brodgar bezeichnet wird. Sie erstreckt sich über die gesamte Halbinsel und könnte das Gebiet von der Außenwelt abgegrenzt haben. Eine kleinere Mauer, die als Lesser Wall of Brodgar bezeichnet wurde, ließ sich ebenfalls nachweisen.

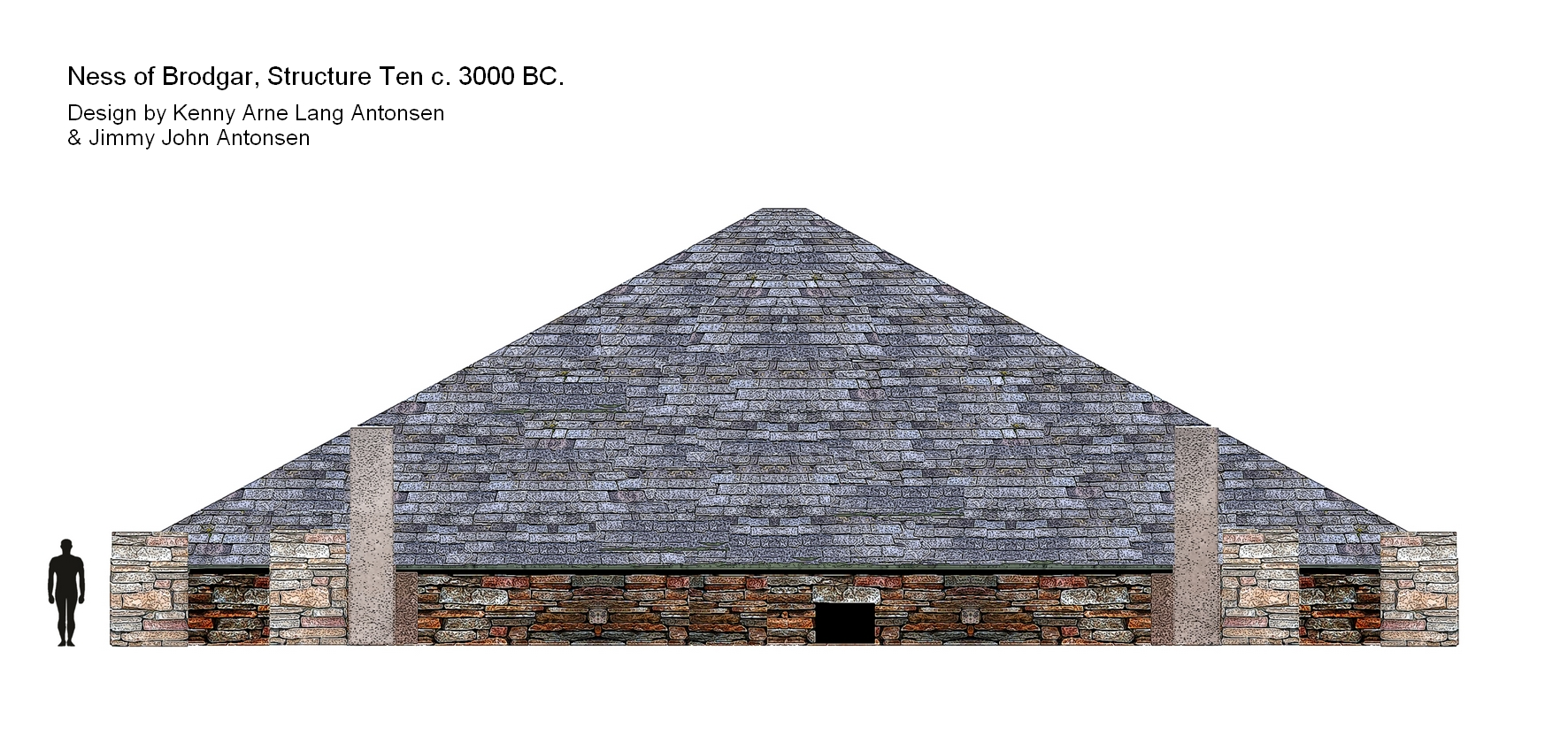
Struktur 10 (Rekonstruktion)

Eine tempelartige Struktur, die 2008 entdeckt wurde (Structure 10), weist 5 m dicke Wände auf, die bis zu einer Höhe von 1 m erhalten sind. Das Gebäude ist 25 m lang und 20 m breit. In die Wand wurde ein Menhir (englisch Standing Stone) mit einem Loch integriert. Um das Gebäude herum fanden sich Überreste einer Pflasterung, der Innenraum ist kreuzförmig angelegt, was sich möglicherweise mit verschiedenen Nutzungsbereichen erklären lässt. Um 2600 v. Chr. wurden die Strukturen 1, 8 und 12 sorgfältig abgebaut und es entstand an ihrer Stelle Struktur 10, der monumentale Tempelbau, dessen Einzugsbereich der Ausgräber mindestens mit den Orkney-Inseln, wenn nicht weit darüber hinaus angibt.

Ness of Brodgar
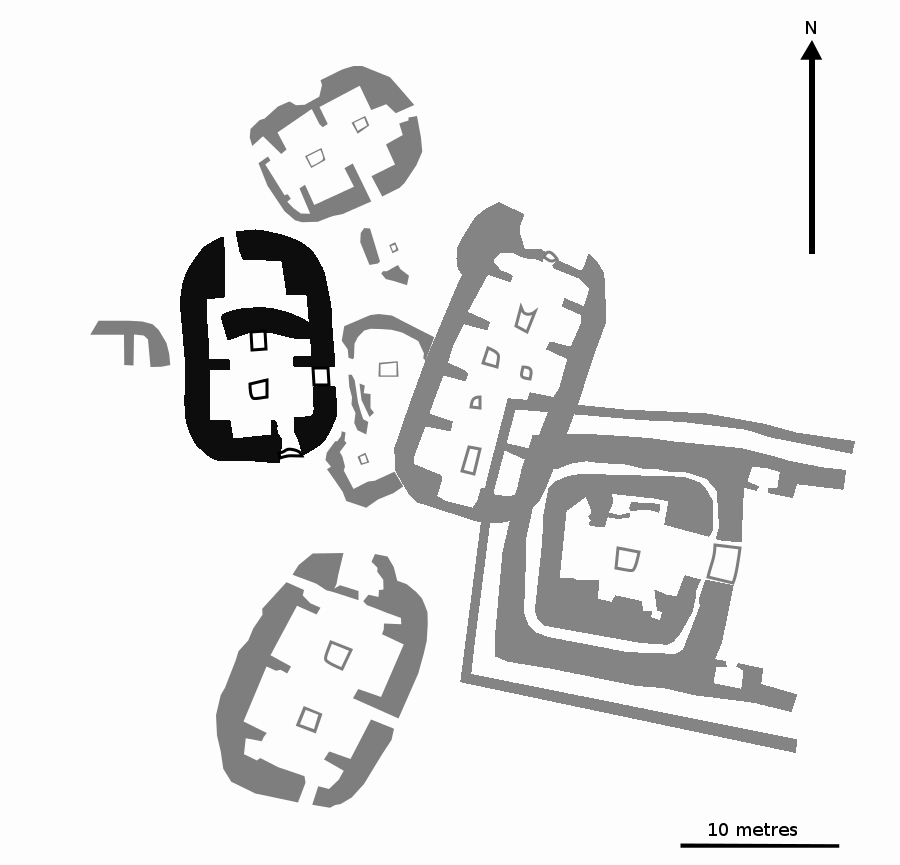
Struktur 1
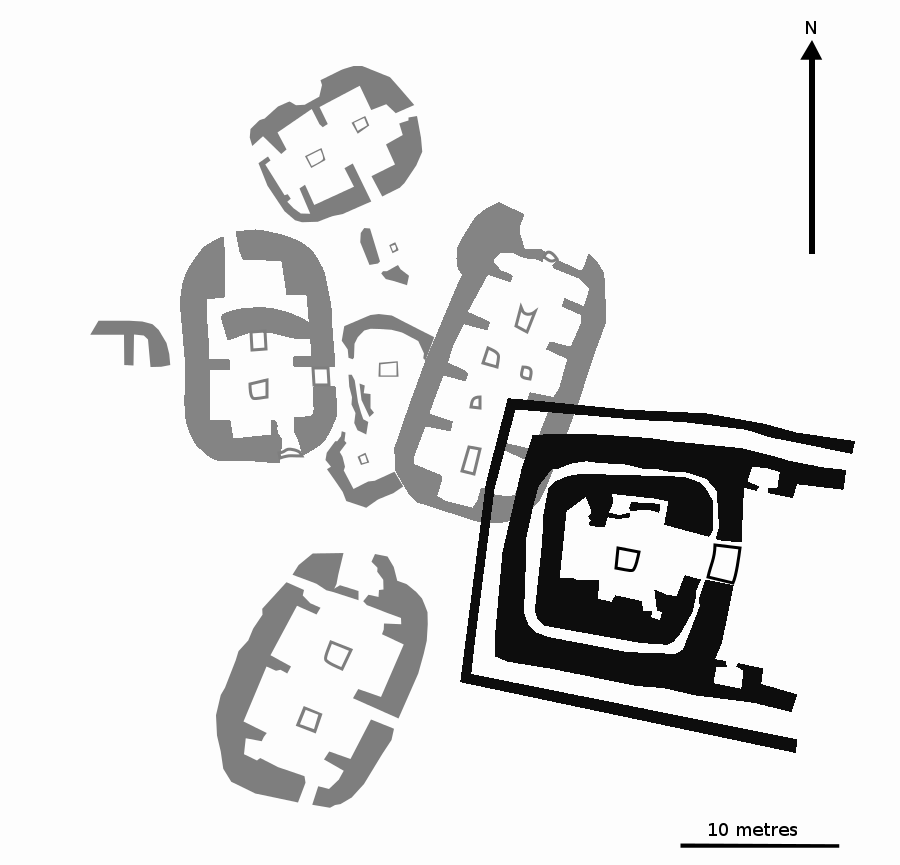
Struktur 10
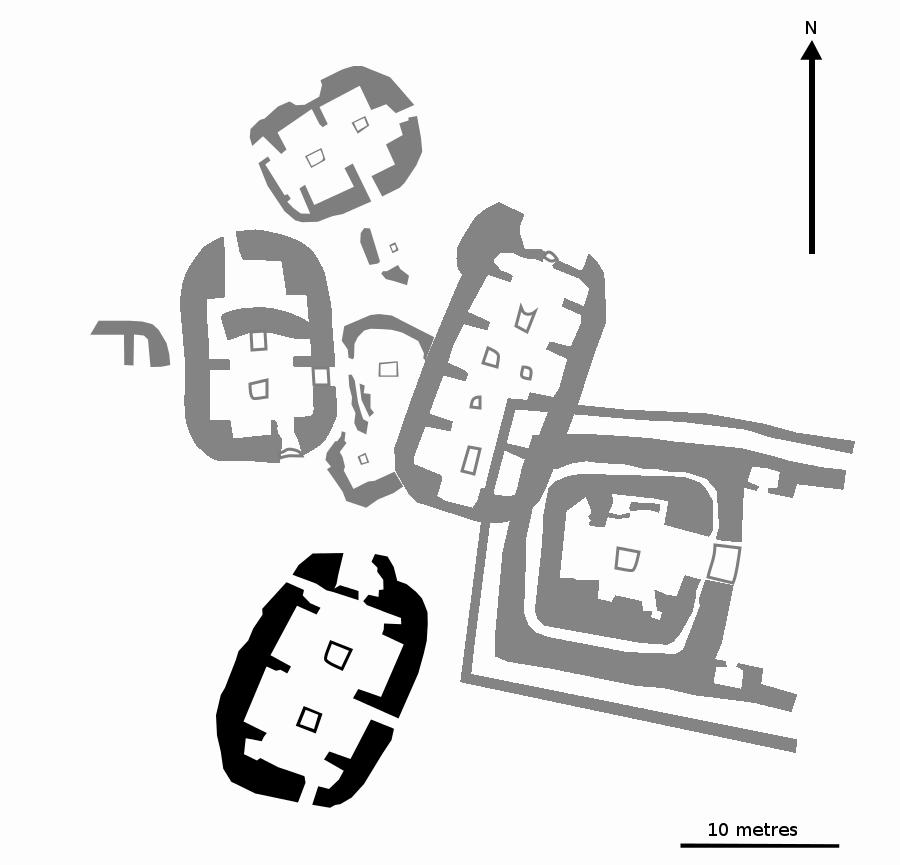
Struktur 12
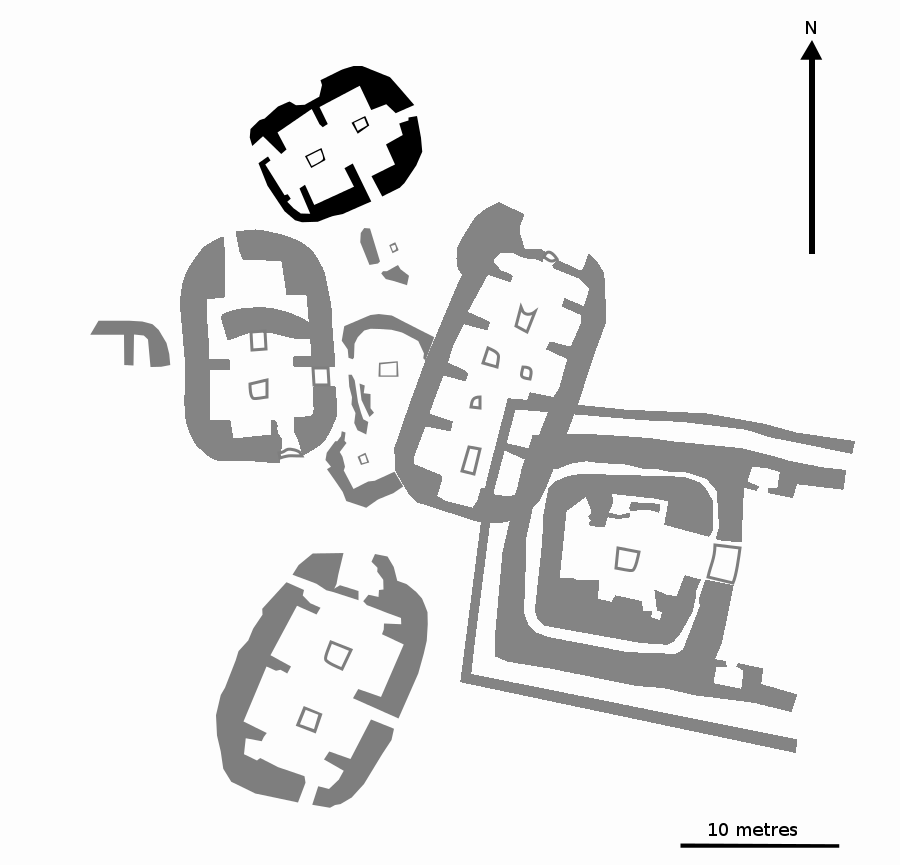
Struktur 14

Das monumentale Gebäude war von einer weiteren Mauer umgeben, die nur durch einen schmalen, von einem Standing Stone gekennzeichneten Durchgang passiert werden konnte. Auf dieser Mauer könnte ein massives Dach aufgelagert haben, so dass man sich einen pyramidenartigen Bau vorstellen muss. Der Bereich zwischen dem Kernbau und der Außenmauer war gepflastert. Der Innenraum, wohl eine Art Heiligtum, maß nur 6 mal 6 m. Das Gebäude wurde um 2300 v. Chr. aufgegeben.
Offenbar wurde dieser Moment mit einem großen Fest begangen, denn es fanden sich Überreste von etwa 600 Rindern, die sicherlich der Bewirtung von Tausenden Besuchern dienten. Auffällig ist, dass ein toter Hirsch zurückgelassen wurde, als die Bewohner die Stätte endgültig verließen. Andere Funde von Hirschen und Rehen legen nahe, dass es sich um ein Schwellenritual handeln könnte. In jedem Falle fand sich an der Stätte ausschließlich neolithische Keramik (Grooved Ware), jedoch keinerlei bronzezeitliche Tonware (Beaker pottery).
Ähnlich wie in Skara Brae fanden sich Messer, die sogenannten Skaill-Messer, die nach der dortigen Skaill Bay benannt wurden. Im Juli 2010 fand sich ein rot, orangefarben und gelb bemalter Stein, womit erstmals Hausbemalungen nachgewiesen werden konnten.
Ungewöhnlich groß ist die Zahl der Steinbearbeitungen, etwa von Ritzungen in Kreuzform. Allein in Struktur 1 fanden sich mehr als 60 von ihnen. In Struktur 10 war fast jeder Stein bearbeitet. Dort fanden sich auch Überreste verschiedener Pigmente. Es könnte sich um eine Art Farb- und Malwerkstatt gehandelt haben, denn es fanden sich neben Pigmenten aus Eisenerz auch solche aus Galenit oder Bleiglanz für Weiß sowie Steine mit runden Vertiefungen, die wohl dem Mischen dienten.
2011 fand man in Structure 14, einem weltlichen Bauwerk, eine einfach bearbeitete Tonfigurine in zwei Teilen. Dieser Brodgar Boy (Brodgar-Junge) genannte Fund weist einen Kopf, einen einfachen Körper und zwei Augen auf. Der kleinere Teil ist nur 3 cm groß und war vermutlich Teil eines größeren Objekts.